# زبابة الفيل المنقارية
دَوَّاك أو زبابة الفيل المنقارية (الاسم العلمي: Rhynchocyon) هي جنس من الثدييات تتبع فصيلة زبابات الفيل من رتبة زبابيات الفيل. تألف البراري والفيافي. عدوها قفز مستمر. قوتها الحشرات وأساريعها. أجسامها صغيرة تطول من ٢٤ إلى ٣٢ سم، بما فيه الخنابة والذنب. رؤوسها مستغلظة. عيونها كبيرة جاحظة. خنابتاها تطول من ٢ إلى ٣ سم. آذانها ملعقية مستطيلة. أرجلها رباعية الأصابع. أثوابها إلى الشقحة المتفاوتة السمرة. بطونها وصدورها تبنية اللون. إناثها عشارية الأطباء.

## أنواع زبابة الفيل المنقارية
- زبابة الفيل صفراء الردف
- زبابة الفيل المشطرجة
- زبابة الفيل السوداء والحمراء
- زبابة الفيل رمادية الوجه